# Nama constancei
Nama constancei là loài thực vật có hoa trong họ Mồ hôi. Loài này được J.D. Bacon mô tả khoa học đầu tiên năm 1981.